# Деснянська культура

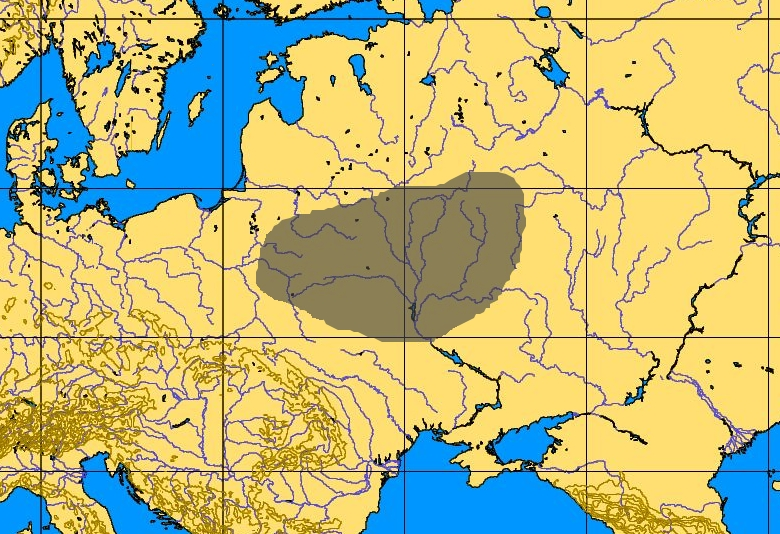

Деснянська культура — археологічна культура фінальної давньокам'яної доби.
Була зосереджена в долинах Десни, Оки (частині), Дону (частині), Сейма (частині).
Початок культури — 14 000 (або 13 000) роки до н. е..
Головні стоянки: Юдинове, Тимонівка, Карачиж, Бугорок, Чулатове 2, Чернетове, Хотильове 6, −10, Заозер'я 1, Шатрищі 1, Борщове 2, Курська стоянка 1, −2, Бикі 5, Октябрьське 1 (Сучкине).
Сформувалася на основі місцевої культури східного гравета — Мізинській культурі (з важливих стоянок Єлисейовичі, Мезин).
Під час потепління Рауніс в 13 000-12 000 роках до н. е.. Деснянська культура, що сформувалася в долині Десни і частково Дніпра, проникає в долину Оки. Там сформувалась локальна підкультура, що була пов'язана з утриманням коней (Заозер'я 1, Шатрище 1). Під час похолодання Дріас 1 в 11 500-9 000 роках до н. е., ця підкультура поширилась на південь в долину Дону (Борщове 2) і на Курщину (Бикі 5, Октябрьське 1, Курські стоянки).
Розщеплення кременя типово призматичне, а заготівлями служать короткі пластинки. Набір знарядь бідний. Серед численних різців (40-70 % на різних пам'ятниках) абсолютно переважають бічні косоретушові, а двогранних і кутових значно менше. Шкребків 17-43 %, вони різноманітні за формою, переважають виготовлені на отщепах. Подвійні шкребки виготовлені винятково з отщепов і нечисленні (6-7 % від категорії). Округлі шкребки одиничні. Нечисленні, але виразні пластинки й мікропластинки з одним крутозрізаним краєм (притупленою спинкою), вироби з ретушованими кінцями одиничні. Украй нечисленні й невиразні проколки-провертки й долотовидні знаряддя. Проколки із плічками й відтягнутим жальцем відсутні. Відсутні підтески із черевцями й двостороння обробка знарядь. Дуже характерні скошені вістря і пластинки зі скошеними кінцями. Є вістря шательперон невеликого розміру. Зрідка, як відгомони попереднього етапу, зустрічаються окремі екземпляри мікролітів-трикутників (наприклад у Юдиново). На ряді кістяних виробів наявна сітка косих ромбів як основного, але не єдиного, орнаментального мотиву, що є продовженням традиції меандрів Мезинської культури.
| Атерійський наконечник | Це незавершена стаття з археології. Ви можете допомогти проєкту, виправивши або дописавши її. |